# Reading (Michigan)
Reading is een plaats (city) in de Amerikaanse staat Michigan, en valt bestuurlijk gezien onder Hillsdale County.

## Demografie
Bij de volkstelling in 2000 werd het aantal inwoners vastgesteld op 1134.
In 2006 is het aantal inwoners door het United States Census Bureau geschat op 1101, een daling van 33 (-2,9%).

## Geografie
Volgens het United States Census Bureau beslaat de plaats een oppervlakte van
2,5 km², geheel bestaande uit land. Reading ligt op ongeveer 329 m boven zeeniveau.

## Plaatsen in de nabije omgeving
De onderstaande figuur toont nabijgelegen plaatsen in een straal van 16 km rond Reading.